# Wybory prezydenckie na Białorusi w 2015 roku
Wybory prezydenckie na Białorusi w 2015 roku – wybory prezydenckie, które odbyły się 11 października 2015, w wyniku których wyłoniony został prezydent Białorusi. Reelekcję uzyskał Alaksandr Łukaszenka.
1 lipca 2015 Centralna Komisja Wyborcza podała do wiadomości kalendarz wyborczy. Zgodnie z nim, do 17 lipca włącznie istniała możliwość złożenia wniosków o rejestrację grup inicjatywnych. Zbiórka 100 tysięcy podpisów, wymaganych w celu zarejestrowania danej kandydatury, mogła być organizowana od 23 lipca do 21 sierpnia włącznie.

## Kandydaci
Centralna Komisja Wyborcza zarejestrowała 8 grup inicjatywnych, z których 4 zebrało wymaganą liczbę podpisów.

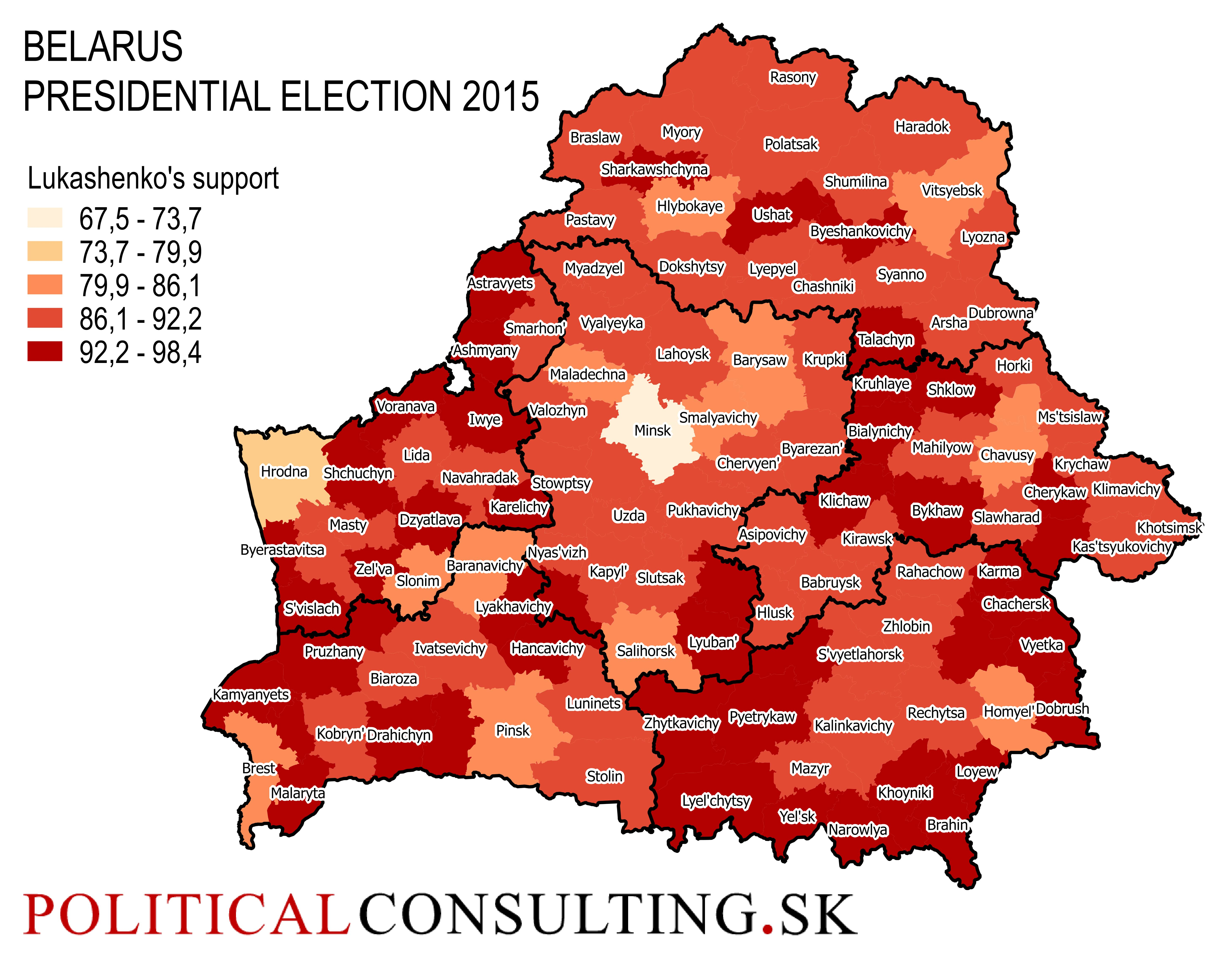
Mapa poparcia Łukaszenki w poszczególnych rejonach Białorusi

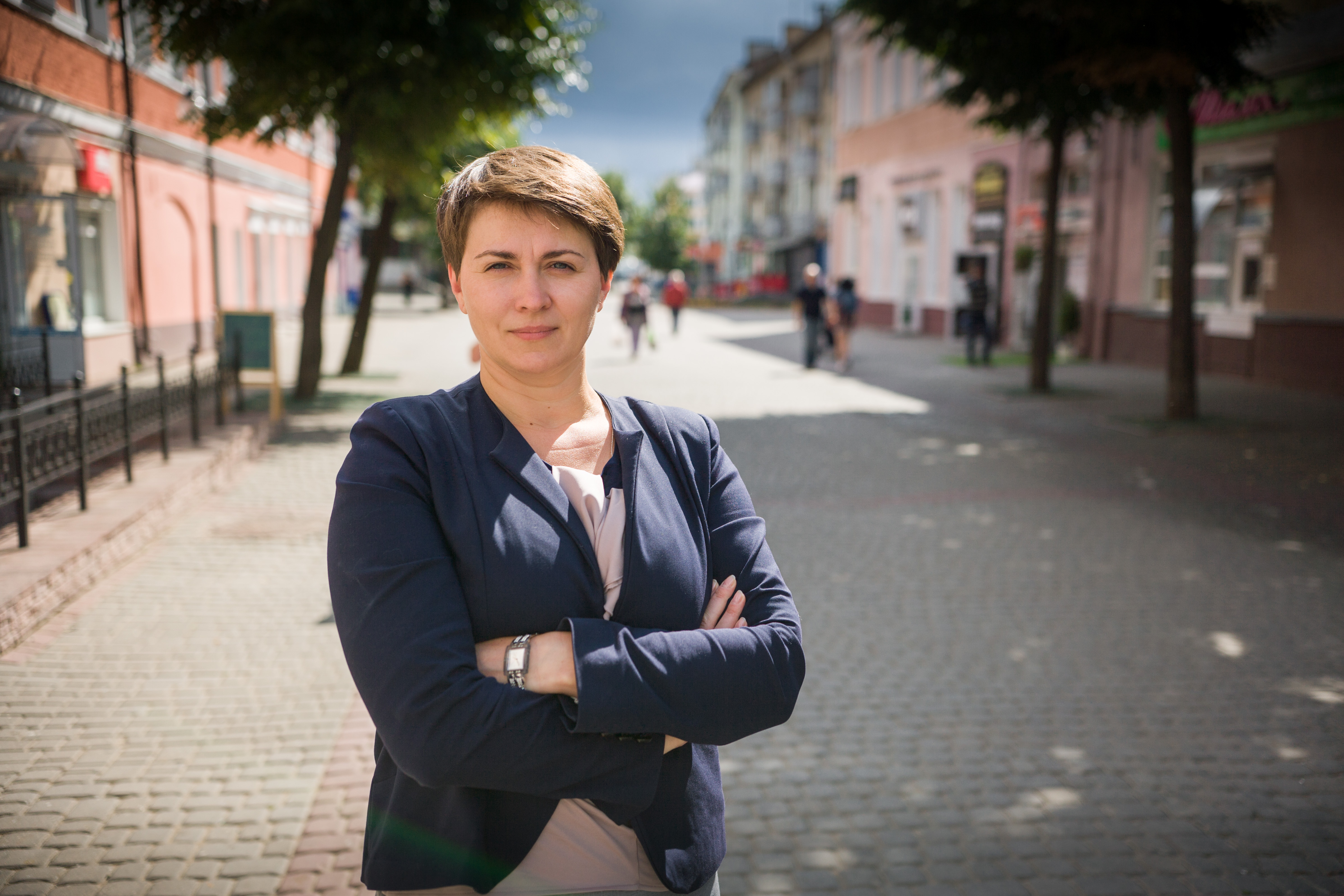
Tacciana Karatkiewicz

| Kandydat              | Detale                                                                                           | Grupa inicjatywna | Grupa inicjatywna  | Podpisy składane | Podpisy uznane     |
| Kandydat              | Detale                                                                                           | Członków          | Lider              | Podpisy składane | Podpisy uznane     |
| --------------------- | ------------------------------------------------------------------------------------------------ | ----------------- | ------------------ | ---------------- | ------------------ |
| Alaksandr Łukaszenka  | Prezydent Białorusi                                                                              | 10 577            | Michaił Orda       | 1 761 145        | 1 753 380 (99,55%) |
| Siarhiej Kalakin      | Przewodniczący Białoruskiej Partii Lewicy „Sprawiedliwy Świat”                                   | 1510              | Waleryj Uchnalou   | –                | 0                  |
| Siarhiej Hajdukiewicz | Przewodniczący Partii Liberalno-Demokratycznej                                                   | 2481              | Anatol Chiszczanka | 140 735          | 139 877 (99,39%)   |
| Tacciana Karatkiewicz | Aktywistka kampanii społecznej "Mów prawdę!”, członkini Białoruskiej Socjaldemokratycznej Partii | 1993              | Andrej Dzmitryjeu  | 107 299          | 105 278 (98,11%)   |
| Anatol Labiedźka      | Przewodniczący Zjednoczonej Partii Obywatelskiej                                                 | 977               | Wiktar Karniajenka | –                | 0                  |
| Wiktar Ciareszczanka  | Ekonomista i kandydat na prezydenta w wyborach prezydenckich 2010                                | 946               | Aleh Niesciarkou   | 130 404          | 6699 (5,13%)       |
| Żanna Ramanouska      | Bezrobotny nauczyciel z Brześcia                                                                 | 110               | Jauhien Naporka    | 780              | N/A                |
| Mikałaj Ułachowicz    | Polityk, przewodniczący („ataman”) organizacji białoruskich kozaków                              | 1426              | Michaił Wobrazau   | 159 805          | 149 819 (93,75%)   |

## Wczesne głosowanie
Według Centralnej Komisji Wyborczej we wczesnym głosowaniu wzięło udział 36,05% wyborców, co stanowi najwyższy odsetek w porównaniu do poprzedniej kampanii prezydenckiej na Białorusi (w 2010 roku 23,1% wyborców głosowało przed głównym dniem głosowania, a w 2006 roku – 31,3% głosujących).

## Badania opinii publicznej
| Data i Agencja         | Łukaszenka | Statkiewicz | Niaklajeu | Labiedźka | Hajdukiewicz | Kalakin | Karatkiewicz |
| ---------------------- | ---------- | ----------- | --------- | --------- | ------------ | ------- | ------------ |
| 31 marca 2015 – IISEPS | 34,2%      | 4,5%        | 7,6%      | 2,9%      | 1,1%         | 1,6%    | –            |
| 1 lipca 2015 – IISEPS  | 38,6%      | 5%          | 4,7%      | 4,2%      | 3,9%         | 3,1%    | 1,1%         |

## Oficjalne przemówienia kandydatów
- Siarhiej Hajdukiewicz. Eter 15.09.2015
- Taćciana Karatkiewicz na Belarus-1
- Mikałaj Ułachowicz. Eter 18.09.2015

## Wyniki
| Kandydat              | Partia                         | Liczba głosów | %     |
| --------------------- | ------------------------------ | ------------- | ----- |
| Alaksandr Łukaszenka  | niezależny                     | 5 095 156     | 84,09 |
| Tacciana Karatkiewicz | Hramada                        | 269 542       | 4,45  |
| Siarhiej Hajdukiewicz | Partia Liberalno-Demokratyczna | 202 325       | 3,34  |
| Mikałaj Ułachowicz    | Białoruska Partia Patriotyczna | 101 990       | 1,68  |
| Przeciwko wszystkim   | Przeciwko wszystkim            | 390 376       | 6,44  |
| Głosy nieważne        | Głosy nieważne                 | 43 507        | –     |
| Razem                 | Razem                          | 6 102 896     | 100   |
| Frekwencja            | Frekwencja                     |               | 87,2  |
| Źródło: CKW           |                                |               |       |

## Nieprawidłowości wyborcze
W czasie wyborów miały miejsce nieprawidłowości wyborcze, które udało się zaobserwować m.in. międzynarodowemu obserwatorowi z Polski, który następnie opisał je i opublikował w swojej pracy pt. "Jak oszukuje się białoruskich wyborców – relacja polskiego obserwatora". W niej autor zwrócił uwagę m.in. na nieprawidłowości wyborcze w czasie tzw. wczesnego głosowania (fałszowanie i zawyżanie do określonego poziomu frekwencji wyborczej), liczenia głosów w komisji wyborczej (odbieranie głosów oddanych na kandydatkę opozycji i przekładanie ich kandydatom związanym z administracją) oraz pracy terytorialnej komisji wyborczej (gdzie liczby na protokole z całego obwodu wyborczego okazały się zupełnie inne od sumy liczb z poszczególnych komisji).